# 柴山兼四郎

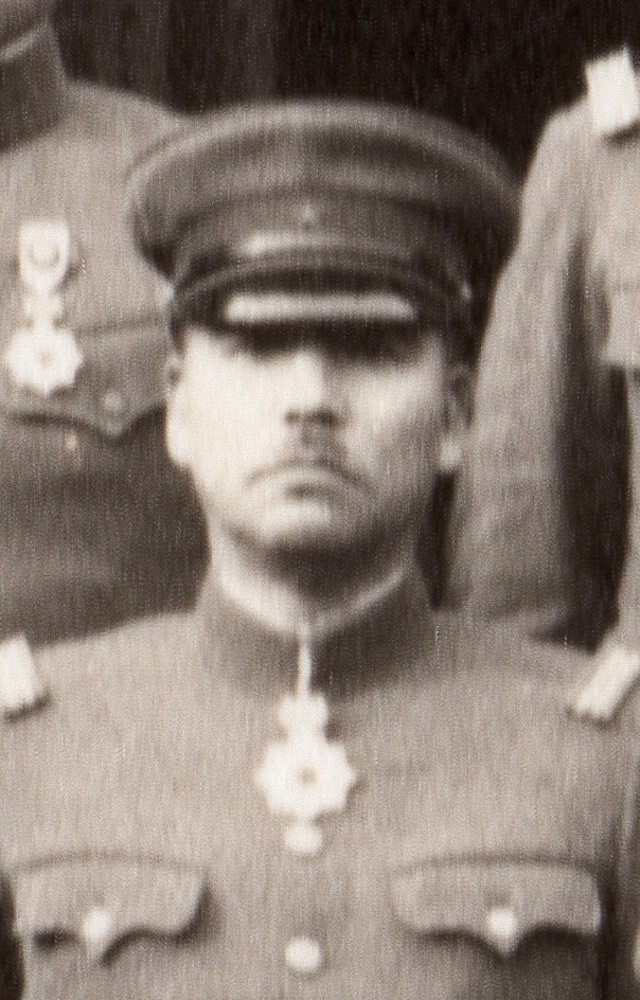
柴山兼四郎

柴山兼四郎（日语：しばやま けんしろう，1889年5月1日—1956年1月23日），出生於日本茨城縣，大日本帝國陸軍军人。最終軍階為陸軍中將。

## 生平
他是柴山定次郎的第三子。1912年5月畢業於下妻中学校，从拓殖大學退学后，又從陆军士官学校（24期）畢業。同年12月，任輜重兵少尉，隶属于輜重兵第14营。1922年11月，從陸軍大學校（34期）毕业。
1923年6月，任輜重兵第14大隊中隊長，後歷任参谋本部勤務、参謀本部員、参謀本部（支那研究員）、参謀本部員。1928年11月，任张学良顧問補佐官。1931年11月起，歷任参謀本部員、支那公使館駐外武官（北平）、参謀本部（欧米出張）、輜重兵第18大隊長。1936年3月，晋升为輜重兵上校，並被任命為弘前輜重兵第八聯隊長。
1937年3月，任陆军省軍務課長。后擔任天津日本特務機關長，1939年3月晋升陆军少将。同年8月，被派往中支那派遣军總部，历任第11軍司令部（汉口特務機関長）、輜重兵監部、陸軍輜重兵学校長。1941年10月，他晋升为陆军中将，并擔任輜重兵監。
1942年4月，他被提拔为第26师团长。在担任南京政府（汪精衛政權）最高軍事顧問后，他于1944年8月至次年7月担任陸軍次官。
1944年9月5日，陸海技術運用委員会成立，柴山兼一郎与海军省的海軍次官一起担任委員長。該委員會试图将陆上、海上和民用科技一体化，以便於开发特殊奇襲武器。
1945年5月兼任大本營兵站總監。同年7月，他被调入後備軍事動員。1948年5月，他因战争罪被拘留，1948年11月，他被判处七年监禁；1951年8月，他被假释。
1953年4月，他以独立候选人的身份参加了參議院全國區第3屆日本參議院議員通常選舉，但未获成功。同年8月，他出任軍人恩給全国連合会会長。

## 榮譽
- 1913年（大正2年）2月20日 - 正八位[2]

## 親族
- 長男 柴山秀夫（陸軍少校）
- 義兄 遠山登（日语：遠山登）（陸軍中将）

## 脚注
1. ↑  戦史叢書87 陸軍航空兵器の開発・生産・補給457頁
2. ↑  『官報』第167号「叙任及辞令」1913年2月21日。